# Weather Report
I Weather Report sono stati uno dei gruppi fusion più significativi degli anni settanta e ottanta.
La band nacque agli inizi degli anni settanta da uno spin-off di un gruppo di musicisti che ruotavano intorno a Miles Davis. Il nucleo stabile del gruppo è stato costituito dal pianista Joe Zawinul e dal sassofonista Wayne Shorter, mentre gli altri musicisti variavano quasi ad ogni album.
Inizialmente la musica del gruppo era un jazz caratterizzato da ampie improvvisazioni, simili a quelle del disco di Miles Davis Bitches Brew, in lavorazione nello stesso periodo. La formazione includeva un batterista tradizionale e un secondo percussionista (prima Airto Moreira e successivamente Dom Um Romao). Sia Zawinul sia il primo bassista del gruppo, Miroslav Vitous, avevano sperimentato effetti elettronici, Zawinul sul piano elettrico e l'organo, Vitous con il contrabbasso suonato con l'archetto.

## Storia

### Il primo periodo

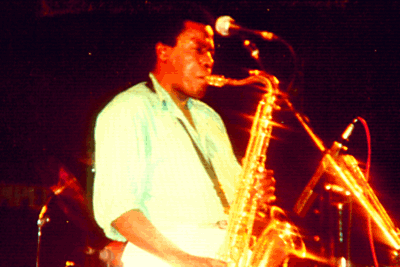
Wayne Shorter durante un concerto

Il primo album, Weather Report, venne pubblicato nel 1971, con la partecipazione del giovane Alphonse Mouzon alla batteria e si aggiudicò la nomina ad Album dell'Anno da parte della rivista Down Beat. Si tratta di un album sperimentale che – sebbene registrato senza alcun uso di strumenti elettronici – viene annoverato fra i classici della fusion. Interessante da segnalare è l'uso particolare del pianoforte nel brano Milky Way, in cui le corde dello stesso vengono fatte risuonare per simpatia dalle vibrazioni del sax soprano di Wayne Shorter.
Sempre nel 1971 venne pubblicato il secondo album del gruppo, I Sing the Body Electric, in cui il sintetizzatore fece la sua prima comparsa (l'ARP 2600). Parte dell'album (le ultime tre tracce) venne registrata in Giappone e, successivamente, venne integrata nel disco doppio Live in Tokyo. Il titolo dell'album riprende il titolo di un racconto di Ray Bradbury del 1969 che, a sua volta, utilizza il titolo di un'omonima composizione poetica di Walt Whitman del 1867.

### Il secondo periodo

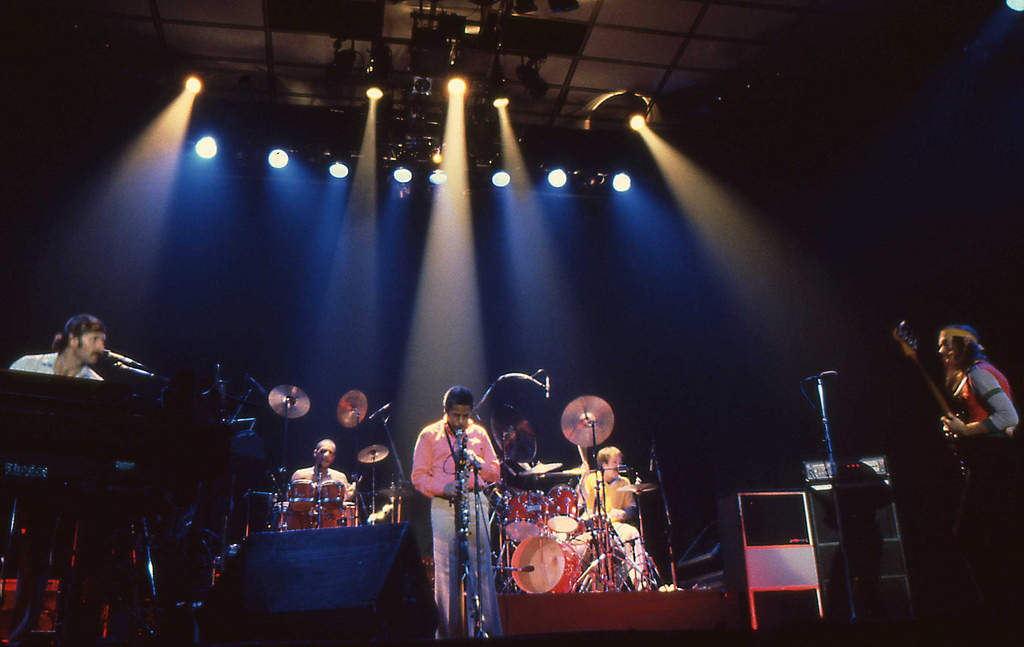
I Weather Report nel 1980

Le successive registrazioni furono più melodiche e meno sperimentali ed ebbero una migliore accoglienza da parte del mercato. Nel 1976, in concomitanza con l'album Black Market, l'avvicendamento di musicisti portò all'ingresso nel gruppo del bassista Jaco Pastorius. Fu con Jaco che il gruppo raggiunse la maggiore notorietà, grazie al classico standard fusion Birdland, dall'album Heavy Weather nel 1977. Dai concerti di quel periodo traspare la formidabile perizia tecnico-artistica del gruppo; una sezione ritmica portentosa faceva da fondamenta per le escursioni del sax di Shorter e per il caratteristico stile di Zawinul.
La pubblicazione del doppio album live 8:30 del 1979 rese omaggio al periodo d'oro dei Weather. Il supporto di Jaco sarebbe durato ancora poco, lasciando il gruppo di Zawinul alle sperimentazioni del leader e di Shorter con una interminabile serie di collaborazioni prestigiose (da Carlos Santana a Carl Anderson) fino a giungere all'epitaffio This Is This del 1986 (in realtà "costruito a tavolino" con pezzi precedentemente registrati e non inclusi negli album antecedenti), col quale la band si congedò dando il via a vari progetti solistici, il tutto parallelamente alla triste parabola di Pastorius, scomparso prematuramente nel 1987.

## Discografia
- 1971 – Weather Report (CBS Records)
- 1972 – I Sing the Body Electric (CBS Records)
- 1972 – Live in Tokyo (CBS Records)
- 1973 – Sweetnighter (CBS Records)
- 1974 – Mysterious Traveller (CBS Records)
- 1975 – Tale Spinnin' (CBS Records)
- 1976 – Black Market (CBS Records)
- 1977 – Heavy Weather (CBS Records)
- 1978 – Mr. Gone (CBS Records)
- 1979 – 8:30 (CBS Records)
- 1980 – Night Passage (CBS Records)
- 1982 – Weather Report (CBS Records)
- 1983 – Procession (CBS Records)
- 1984 – Domino Theory (CBS Records)
- 1985 – Sportin' Life (CBS Records)
- 1986 – This Is This! (CBS Records)
- 2002 – Live and Unreleased (CBS Records)
- 2011 – Live In Cologne 1983 (CBS Records)
- 2016 – The Legendary Live Tracks

## Membri

### Fissi
Joe Zawinul Tastiere
Wayne Shorter Sax

### Altri membri
Miroslav Vitouš Contrabbasso / Basso Elettrico (1970-74)

Airto Moreira (1970-71)

Alphonse Mouzon (1970-71)

Dom Um Romão (1971-74)

Eric Gravatt (1971-73)

Greg Errico (1973)

Alphonso Johnson  Basso Elettrico (1974-75)

Ishmael Wilburn (1974)

Skip Hadden (1974)

Alyrio Lima (1975)

Leon "Ndugu" Chancler (1975)

Chester Thompson Batteria (1976)

Jaco Pastorius Basso Elettrico (1976-82)

Michael Walden (1976)

Alex Acuña Batteria, Percussioni (1976-77)

Don Alias (1976)

Manolo Badrena (1976)

Peter Erskine  Batteria (1978-86)

Erich Zawinul (1979)

Robert Thomas Junior (1980-82)

Omar Hakim Batteria (1983-85)

Victor Bailey  Basso Elettrico (1983-86)

Jose Rossy (1983-84)

Mino Cinelu (1984-86)